# Maria Joana Parizotto
Maria Joana Parizotto (Francisco Beltrão, 19 de dezembro de 1977) ganhou o Miss Paraná disputando por Francisco Beltrão e posteriormente foi a terceira paranaense eleita Miss Brasil em 1996, numa edição realizada na cidade do Rio de Janeiro. No Miss Universo ficou em 19° lugar, em evento realizado em Las Vegas, nos Estados Unidos. Posteriormente foi eleita Nuestra Belleza Internacional 1996.
Após a sua eleição no concurso nacional, Maria Joana concedeu uma pequena entrevista ao programa Jô Soares Onze e Meia (então exibido no SBT).
Ela é atualmente casada com o banqueiro italiano Luca Longobardi, e tem 2 filhas. Mora em Miami.